# Tel Šokek
Tel Šokek (hebrejsky: תל שוקק, arabsky: Tal eš-Šemdin) je pahorek o nadmořské výšce - 110 metrů v severním Izraeli, v Charodském údolí.
Leží nedaleko od severovýchodního úpatí pohoří Gilboa, cca 3 kilometry západně od města Bejt Še'an a 1 kilometr jihovýchodně od vesnice Nir David. Má podobu nevýrazného odlesněného návrší, které vystupuje z roviny Charodského údolí. Na severní a severovýchodní straně probíhá vádí Nachal Kibucim, do kterého západně od pahorku ústí vádí Nachal Šokek. Dál k severu pak vede i vádí Nachal Amal. Okolí pahorku doplňují na severovýchodě četné umělé vodní nádrže. Na západ od Tel Šokek se rozkládá další pahorek Tel Soka neboli Tel ha-Šloša, na jižní straně je to pahorek Tel Zehavi.